# Рузиндана, Жозе
Жозе Рузиндана (руанда Joseph Ruzindana, 3 июня 1943 год, Руанда-Урунди — 8 июня 1994 года, Бьюмба, Руанда) — католический прелат, первый епископ Бьюмбы с 5 ноября 1981 года по 8 июня 1994 год.

## Биография
23 года 1972 года Жозе Рузиндана был рукоположён в священника.
5 ноября 1981 года Римский папа Иоанн Павел II учредил епархию Бьюмбы и назначил Жозе Рузиндану её первым епископом. 17 января 1982 года состоялось рукоположение Жозе Рузинданы в епископа, которое совершил архиепископ Кигали Винсент Нсенгиюмва в сослужении с титулярным архиепископом Себаны и апостольским нунцием в Руанде Томасом Уайтом и епископом Рухенгери Фокой Никвигизе.
Скончался 8 июня 1994 года в городе Бьюмба.